# Auenheim
 Auenheim es una localidad y comuna francesa, situada en el departamento del Bajo Rin en la región de Alsacia.
Auenheim se encuentra al norte del departamento, a 45 km de Estrasburgo, en la ribera del río Moder. 
Alberga numerosos restos de las construcciones militares y fortines de la Línea Maginot. 
Es la localidad natal de Henri Loux, ilustrador de finales del siglo XIX célebre por sus diseños costumbristas utilizados para la decoración de vajillas y juegos de mesa alsacianos en estilo Obernai.
- Wikimedia Commons alberga una categoría multimedia sobre Auenheim.

- Datos: Q21257
- Multimedia: Auenheim / Q21257

1. ↑  Worldpostalcodes.org, código postal n.º 67480.
2. ↑  INSEE, Datos de población para el año 2012 de Auenheim (en francés).